# Società anonima per le strade ferrate pugliesi
La Società anonima per le strade ferrate pugliesi era una società costituita allo scopo di acquisire la concessione per costruire ed esercire linee ferroviarie nell'area tarantina. Nel 1931 confluì nelle Ferrovie del Sud Est.

## Storia
La società anonima venne fondata a Genova con lo scopo di costruire ed esercire ferrovie nella regione pugliese. Nel 1933 la società acquisì anche il controllo della Società Anonima Ferrovie Settentrionali Sarde mutandone la ragione sociale in società anonima Strade Ferrate Sarde (SFS)
Venne nello stesso periodo fusa assieme alla Società anonima delle ferrovie sussidiate e alla Società anonima italiana per le ferrovie salentine nelle nuove Ferrovie del Sud Est, costituite dalla famiglia Bombrini di Genova, che nel 1933 ottennero anche la tratta terminale dell'Adriatica Lecce-Zollino-Maglie-Otranto.

## Linee costruite
- Taranto-Martina Franca